# Diego de Alvear y Ponce de León
Diego de Alvear y Ponce de León (Montilla, Província de Córdova, Espanha, 13 de novembro de 1749 – Madrid, 15 de janeiro de 1830) foi um militar e político espanhol, pertencente à saga hispano-argentina dos Alvear.
Natural da cidade espanhola de Montilla, pertenceu a uma família abastada. Seu avô Diego de Alvear y Escalera foi o fundador em 1729 das bodegas “Alvear” de Montilla, e pelos lado dos Ponce de León descendia de Rodrigo Ponce de León, nobre de origem espanhola que também trouxe descendência para a América, além de Marcelo Torcuato de Alvear, da descendência do marquês Ramón García de León y Pizarro. Sua filha Sabina de Alvear y Ward, além de escrever a biografia de seu pai, foi decisiva na comercialização dos vinhos da bodega na Europa. Seu filho Carlos María de Alvear, estabelecido na Argentina, originou uma saga de políticos sobressaindo-se seu neto Torcuato de Alvear e seu bisneto Marcelo Torcuato de Alvear, presidente da Argentina entre 1922 e 1928.

## Estudos, carreira político-militar na colônias e primeiro matrimônio

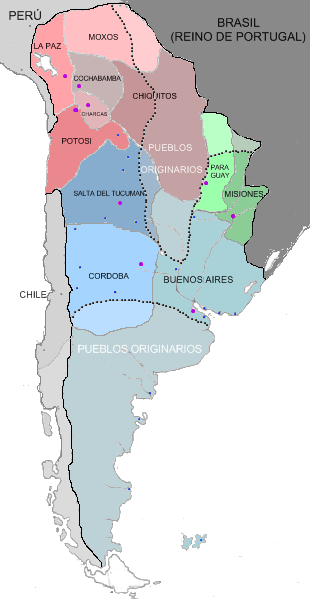
O Vice-Reino do Rio da Prata em 1783.

Cursou seus estudos em centros jesuítas primeiro em Montilla e depois em Granada, até que a expulsão dos jesuítas em 1767 o obriga a voltar para Montilla. Depois de ingressar na Armada Espanhola como aspirante em 1770, atingiu o grau de brigadeiro (1771), chegou no Rio da Prata em 1774 e participou da chamada “Guerra de Sacramento” ou “Segunda Expedição de Cevallos ao Rio Grande” (1776-1777). Seu nome se deve a se tratar de um conflito colonial entre Espanha e Portugal pelo controle da Colônia do Sacramento (no território do atual Uruguai), sendo as forças espanholas comandadas por Pedro de Cevallos. Depois de uma resolução favorável aos interesses espanhois, Carlos III de Espanha criou o Vice-Reino do Rio da Prata e nomeou Vice-Rei o vitorioso general Pedro de Cevallos.
Foi neste novo Vice-Reino que Diego de Alvear y Ponce de León viveu durante quase trinta anos. Lá continuou sua carreira militar ascendente, chegando a general, e casou em 1781 com a María Josefa Balbastro, com quem teve nove filhos.
Anos antes, aparentemente segundo crônicas de diferentes autores, entre os quais está sua neta, teve outro filho natural, fruto de uma relação com uma indígena guarani chamada Rosa Guarú, e que seria adotado pela família do governador de Yapeyú (Argentina) Juan de San Martín, que no futuro seria o libertador José de San Martín. Este controverso assunto foi declarado de interés na Argentina pela Câmara de Deputados da Nação Argentina, segundo resolução de 4 de outubro de 2006.
Dentre as tarefas desenvolvidas nesta etapa de sua vida destaca-se sua participação na delimitação da fronteira entre os territórios portugueses e espanhóis. Foi uma atividade que, como muitas outras empreendidas pelo rei espanhol Carlos III de Espanha, mesclou os ideais ilustrados com os objetivos políticos. Depois do conflito colonial ambas as metrópoles decidiram estabelecer claramente os limites fronteiriços entre suas possessões.  Carlos III ordenou que, para realizar esta tarefa, deveria ser dividida a fronteira a delimitar em cinco trechos para seu estudo. A Diego de Alvear correspondeu uma destas divisões a estudar, em concreto a da zona dos rios Paraná e Paraguay. Lá passou 18 anos (1782-1800) levantando planos topográficos, fazendo estudos botânicos e elaborando informes sobre os índios tupis e guaranis.

## A batallha do Cabo de Santa Maria

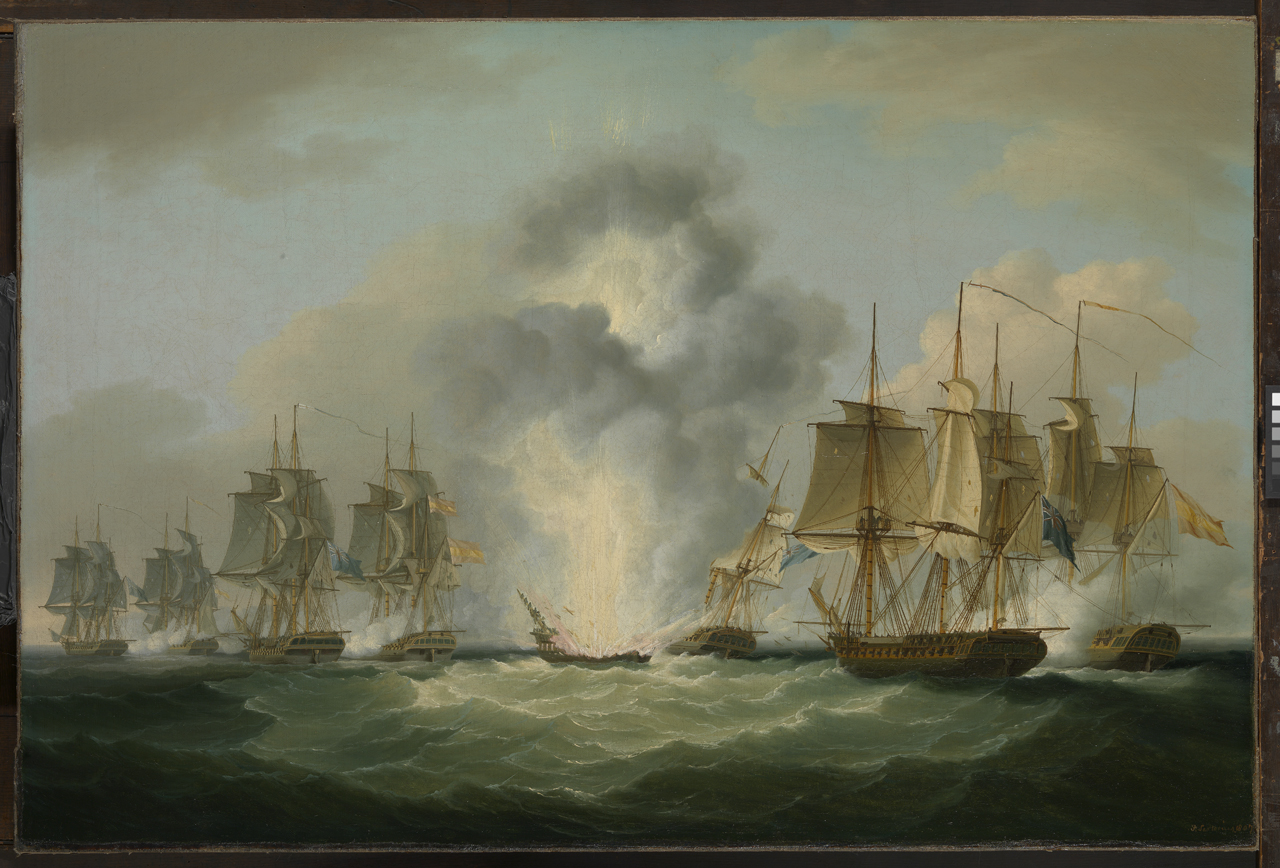
A flotilha de José de Bustamante y Guerra é interceptada por 4 fragatas inglesas comandadas por Graham Moore e a Amphion alcança a Nuestra Señora de las Mercedes. Recreação de Francis Sartorius.

Em 7 de agosto de 1804 Diego de Alvear, já Major Geral, embarcou em Montevidéu com destino Espanha. No porto de partida Diego de Ugarte, o segundo comandante da frota, adoentou-se, e segundo o protocolo da Armada, em tais casos, quem o substitui no cargo é o seguinte na escalação. É este o motivo pelo qual Diego Alvear e seu filho Carlos María de Alvear transladaram-se para a "capitana", a Medea, fragata em que navegariam até aquela fatídica manhã de 5 de outubro de 1804.
Na fragata Nuestra Señora de las Mercedes viajavam sua esposa e o resto de seus filhos, transportando as riquezas acumuladas por Diego de Alvear depois de seus anos de serviço no rio da Prata. A flotilha, que se dirigia a Cádiz, era composta de quatro fragatas, Nuestra Señora de las Mercedes, La Clara, La Medea e La Fama, comandadas pelo brigadiero José de Bustamante y Guerra.
Em 5 de outubro de 1804 teve lugar a chamada Batalha do Cabo de Santa Maria. Próximo à costa portuguesa do Algarve, os barcos espanhóis se encontraram com uma flotilha de guerra britânica que, apesar de ambos os países estarem em paz pelo Tratado de Amiens de 1802, ameaçaram aos espanhóis. Contudo, os acontecimentos se precipitaram, e um canhoneio intimidatório britânico atingiu a fragata Mercedes, que afundou no ato, levando consigo as riquezas acumuladas por Diego Alvear e as vidas de sua mulher e filhos. Somente se salvou o primogênito, Carlos María de Alvear, que estava com ele. Dois meses depois, em dezembro de 1804, a Espanha declarou guerra contra a Grã Bretanha.

## Segundo matrimônio e regresso à Espanha
Após o naufrágio da Mercedes, a flotilha foi capturada e levada para a Inglaterra, onde Diego de Alvear foi preso, embora com honras e privilégios. A trágica perda de família de Diego de Alvear repercutiu de tal forma que o governo britânico decidiu compensá-lo em parte pelas perdas econômicas causadas pelo naufrágio do Mercedes.
Foi nesse cativeiro em particular que ele conheceu, indo à missa, a jovem irlandesa Luisa Rebecca Ward, com quem acabaria se casando e tendo sete filhos. Em dezembro de 1805 retornou à Espanha e em 1806 chegou a Madrid. Mais tarde, como já dito, Diego de Alvear casou-se em segundo casamento com Luisa Rebecca Ward em 20 de janeiro de 1807, celebrando as núpcias em Montilla (Córdoba, Espanha).
Entre suas obras escritas cabe mencionar:
- “Descripción de Buenos Aires”
- “Demarcación de los territorios de España y Portugal”.

## Atualidade: o espólio da fragataMercedes
Os restos da Nuestra Señora de las Mercedes, que em seu naufrágio morreu a primeira mulher de Diego de Alvear e oito de seus nove filhos de seu primeiro casamento, foram encontrados e espoliados pela empresa de caça de tesouros dos Estados Unidos Odyssey Marine Exploration entre março e maio de 2007. Esta empresa, que usou Gibraltar como base, extraio enormes quantidades de moedas de prata e ouro (200.000), assim como canhones, lingotes de cobre, etc. A maior parte destas riquezas foram transportadas via aérea com destino aos Estados Unidos a partir do aeroporto de Gibraltar. O governo espanhol levou a empresa ante os tribunais por causa disso.
Cinco anos depois a justiça estadunidense obrigou a empresa Odyssey Marine Exploration a devolver o tesouro ao governo espanhol, porém isto derivou em um novo debate, na Espanha, sobre a divisão do mesmo.